# Kabriste
Kabriste je vesnice v estonském kraji Pärnumaa, samosprávně patřící pod statutární město Pärnu.